# Nootti

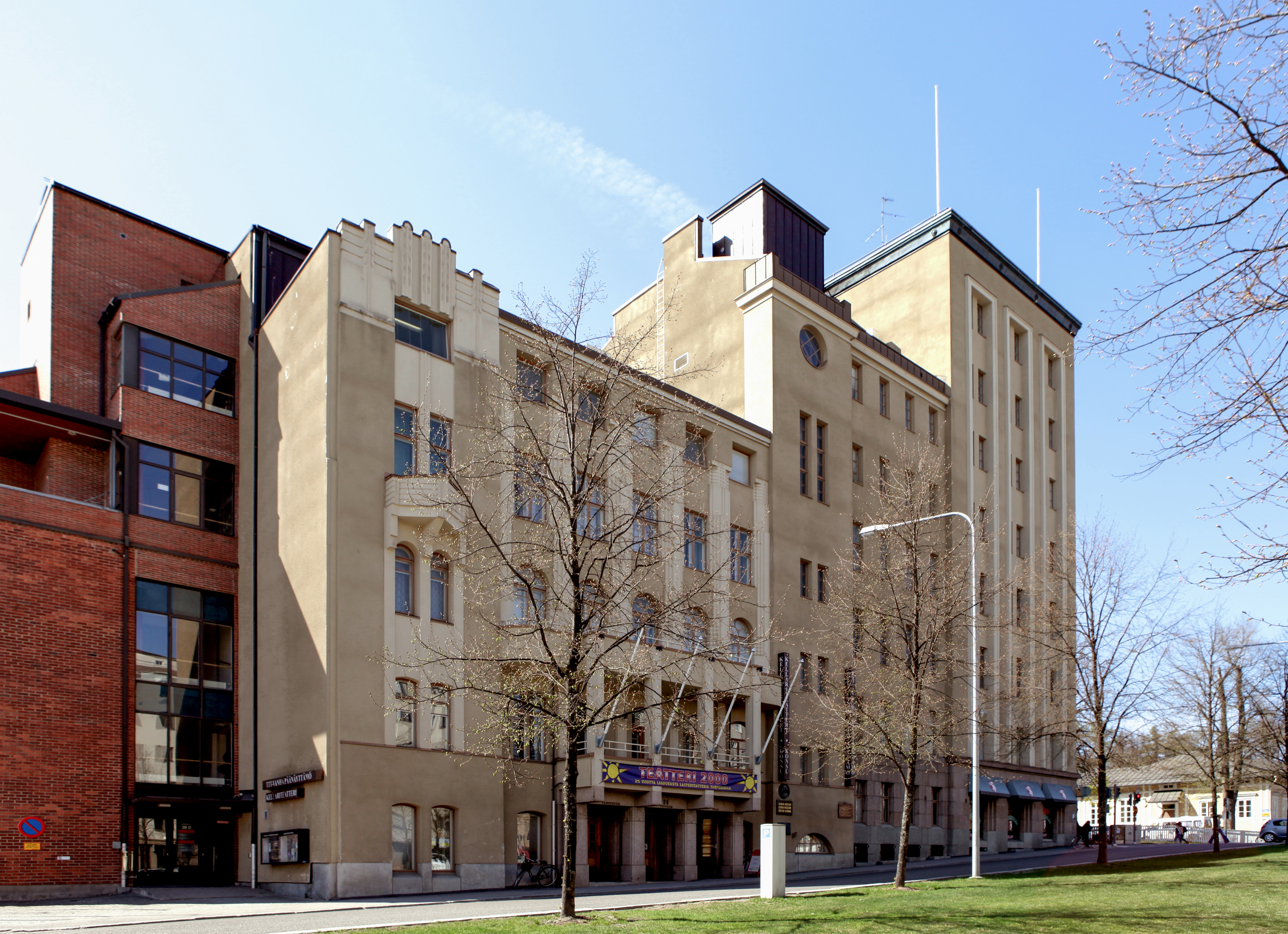
Nootti

Nootti is een museum in het Finse Tampere dat gewijd is aan Fins-Russische betrekkingen. Er wordt onder meer aandacht besteed aan de Russische inval in Oekraïne.
De naam Nootti betekent diplomatieke nota in het Fins en verwijst naar de Notacrisis, een crisis in Sovjet-Finse betrekkingen in 1961. De volledige Finse naam is Idänsuhteiden museo Nootti: museum voor oostelijke betrekkingen Nootti.

## Geschiedenis
Tampere is de plaats waar Lenin en Stalin elkaar in 1905 voor het eerst in het geheim ontmoetten. In 1946 werd hier het Leninmuseum geopend, de voorganger van Nootti. Het gold als naoorlogs symbool van vriendschap tussen Finland en de Sovjet-Unie. Vanwege maatschappelijke ontwikkelingen en veranderende sentimenten in Finland kreeg het museum meerdere keren een nieuwe invulling. Tijdens de Koude Oorlog werd het een museum voor diplomatie en sinds 2016 legde het zich toe op de Sovjetgeschiedenis. Het belichtte de periode vanaf de ontmoeting tussen Lenin en Stalin tot aan de val van de Sovjet-Unie. 
Eind 2024 sloot het Leninmuseum en begin 2025 ging Nootti open in hetzelfde gebouw. In de Russische pers werd de naamswijziging als een vijandige daad aangemerkt en werd het museum beschuldigd van onzorgvuldigheid en anti-Russische propaganda.

## Thema's
De thema's zijn, ruwweg chronologisch:
- de instorting van het Russische keizerrijk in 1917
- de Finse onafhankelijkheid en de burgeroorlogen (Finse Burgeroorlog, Russische Burgeroorlog)
- het lot van de Sovjet-Finnen onder Stalins terreur
- de Winteroorlog in 1939–1940
- het Finse bondgenootschap met Nazi-Duitsland in 1941–1944
- de officiële vriendschapspolitiek tijdens de Koude Oorlog,
- de Finlandisering, actieve geheime diensten, bilaterale handel, culturele relaties en toerisme vanaf de jaren 1950 en politieke gebeurtenissen tot aan het lidmaatschap van de NAVO in 2023.